# Jérémy Burton
Jérémy Burton (* 13. September 1984 in Namur) ist ein ehemaliger belgischer Straßenradrennfahrer.

## Sportliche Laufbahn
Jérémy Burton begann seine Karriere als Elite-Radrennfahrer. In seinem zweiten Jahr dort gewann er das Eintagesrennen Hesbaye-Condroz, bei der Tour du Faso wurde er Etappenzweiter hinter seinem Landsmann Guy Smet. Bei der Tour du Faso wurde Burton 2009 wieder Etappenzweiter und gewann die abschließende Etappe. Im Jahr darauf entschied er erneut eine Etappe der Tour du Faso für sich. 2012 gewann er die Gesamtwertung der Tour de Madagascar.
Nach Beendigung seiner Laufbahn als Elite-Rennfahrer im Jahr 2015 bestritt Burton weiterhin Radrennen. So belegte er 2017 im Straßenrennen der Masters-Weltmeisterschaften Rang drei.

## Erfolge
2009
- eine Etappe Tour du Faso

2010
- eine Etappe Tour du Faso

## Teams
- 2007 Pôle Continental Wallon Bodysol-Euromillions
- 2008 Bodysol-Euromillions-Pôle Continental Wallon
- 2009 Lotto-Bodysol
- 2010 Lotto-Bodysol
- 2012 Geofco-Ville d’Alger
- 2013 Vérandas Willems
- 2014 Vérandas Willems